# Stemmops cryptus
Stemmops cryptus là một loài nhện trong họ Theridiidae.
Loài này thuộc chi Stemmops. Stemmops cryptus được Herbert Walter Levi miêu tả năm 1955.